# El Gato Negro (café de Madrid)

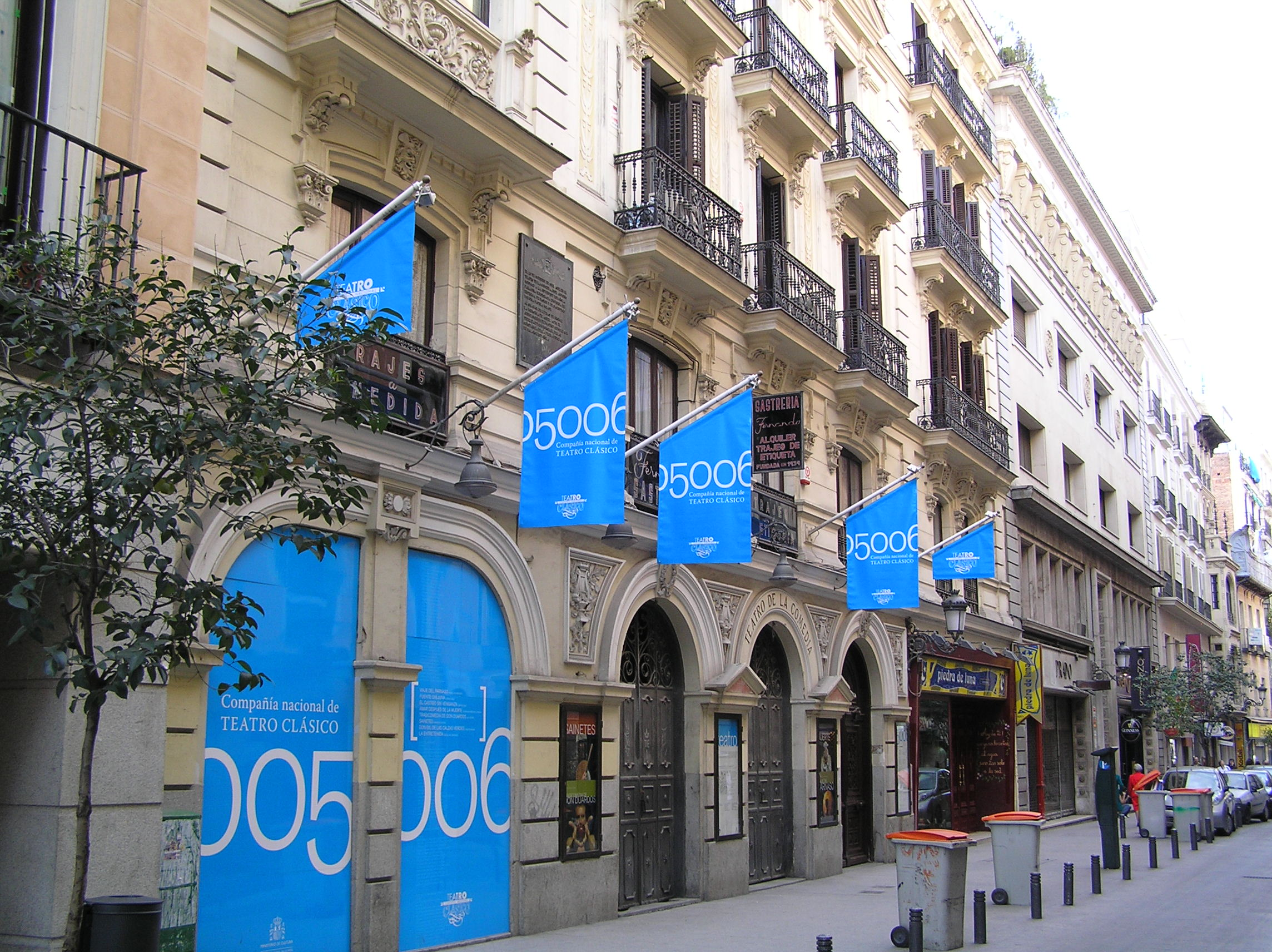
Entrada del Teatro de la Comedia en 2006; adyacente se encontraba la entrada de El Gato Negro.

El Gato Negro fue un establecimiento de Madrid situado en la calle del Príncipe número 14, junto al teatro de la Comedia y vecino a la plaza de Santa Ana. Fue famoso por albergar la tertulia de Jacinto Benavente.
Adyacente al Teatro, con una puerta que los comunicaba en el interior, y grandes ventanales que daban a la calle del Príncipe, descrito como café modernista, poco iluminado y de techos bajos, El Gato Negro desapareció en 1956.

## Diseño y construcción

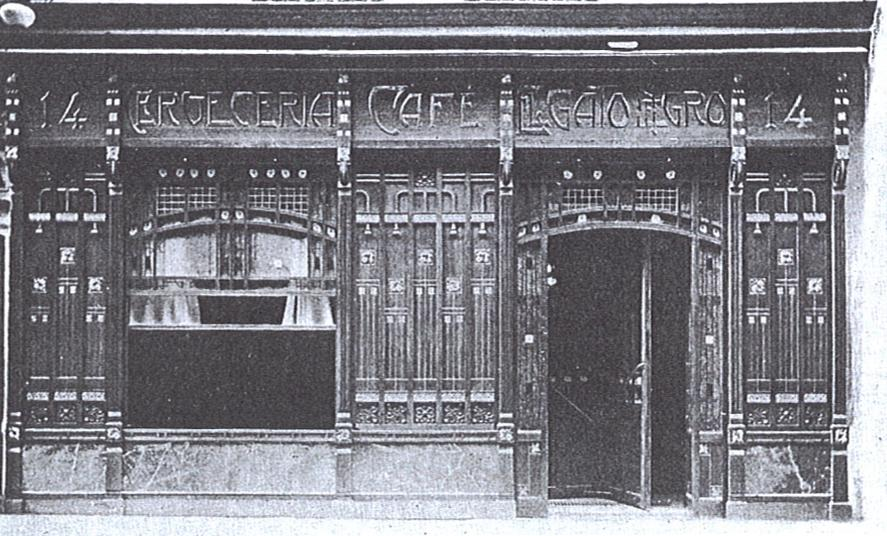
Fachada del café, con las vidrieras modernistas de Mauméjean.

El primer establecimiento lo abrió en 1904 Leopoldo Méndez con el nombre de Cervecería del príncipe.  El empresario Tirso García-Escudero, quien había comprado el teatro adyacente en 1902, decidió adquirir el local y transformarlo en café-cervecería de manera que sirviera de complemento a éste. De este modo abrió sus puertas el 22 de octubre de 1907 con decoración renovada.
Fue construido en estilo modernista, muy de moda en aquella época, por el arquitecto Ricardo Magdalena Gallifa. En la decoración se contó con la Casa Mauméjean para las vidrieras y con la casa Férriz para los muebles. Se accedía mediante una puerta giratoria y poseía otra puerta interior que lo comunicaba con el hall del teatro. Un timbre sonaba para avisar a los clientes del inicio de las representaciones teatrales. El interior era oscuro y de techos menos altos que otros cafés, lo que le daba un ambiente acogedor. Los divanes estaban tapizados en rojo y en las paredes y el techo había murales que representaban gatos negros, del pintor e ilustrador Enrique Marín. 

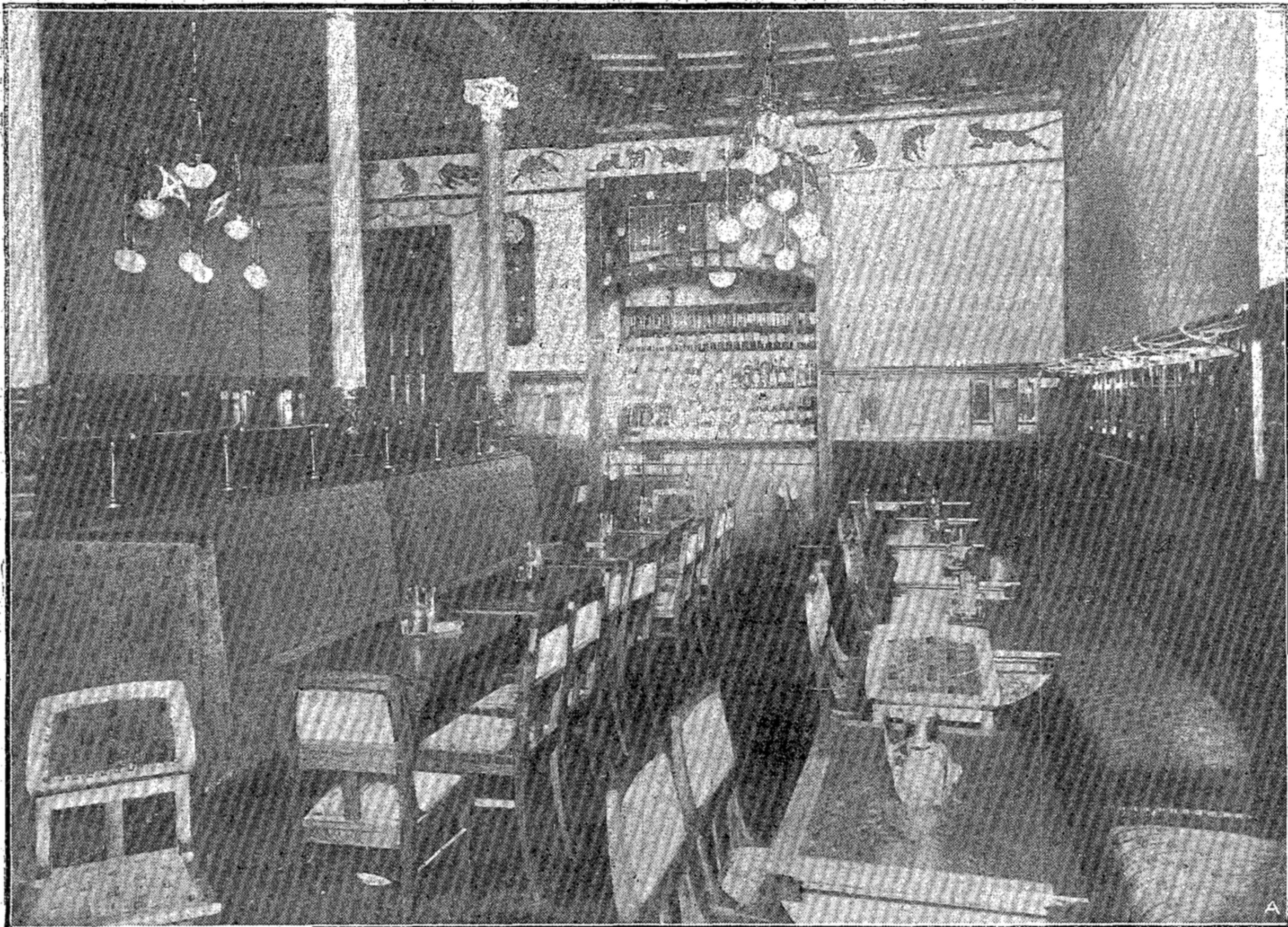
Interior del café en la foto publicada por el diario ABC con motivo de su inauguración en 1907. La tertulia literaria se reunía al fondo a la izquierda.

En palabras de la crónica de su inauguración en el diario ABC era: “El establecimiento de esta índole más artístico y de gran confort que existe actualmente en Madrid”. César González-Ruano, lo recuerda por su «germánico» aspecto interior. Sin embargo Ramón Gómez de la Serna, lo consideraba una torpe imitación de la bohemia parisina y describió como «un café banal desde el principio con sus gatos de bazar. Era un remedo incongruente del célebre Gato Negro parisiense».
El café permaneció abierto hasta el 4 de noviembre de 1956.

## Tertulias modernistas y faranduleras

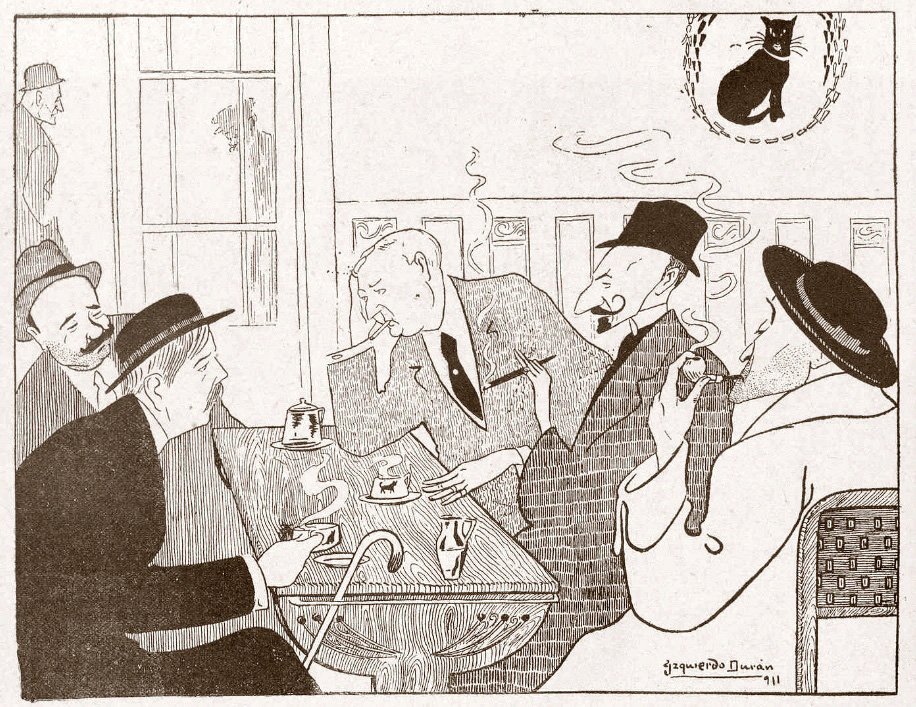
Jacinto Benavente en la tertulia de El Gato Negro, por José Izquierdo Durán.

En su tertulia de aire don Jacinto se rodeó de un variable número de admiradores, además del «estado mayor» sainetero de la capital española: los Hermanos Quintero, Carlos Arniches, Pedro Muñoz Seca, Manuel Bueno, Pedro Pérez Fernández o el cronista de la Villa de Madrid Francisco Serrano Anguita. El escritor John Dos Passos lo mencionó en su libro Rocinante vuelve al camino, en el que describe el modo de vida de los madrileños: "A las tres, o cosa así, se sentaba uno a tomar café y anís en El Gato Negro, donde los camareros tienen aire de ministros y no pierden palabra de las discusiones, un tanto lánguidas, sobre arte y letras que matan las horas de la siesta”.
A la del "Gato", además de los autores y «al olor de la sardina», acudían los actores y las actrices del vecino teatro; entre una larga lista, podrían recordarse los nombres de: Rosario Pino, Mercedes Pérez de Vargas, Nieves Suárez, Irene Alba, María Mayor, entre las divas, y José Tallaví, Valeriano León, Juan Bonafé, Ernesto Vilches, Javier Mendiguchía o Pedro Zorrilla entre los caballeros.
Además de la de Benavente y conviviendo con ella, tuvo aquí también mesa de tertulia Ramón del Valle-Inclán, en compañía de un macilento Julio Romero de Torres. A su vera aparecían los compositores Reveriano Soutullo y Juan Vert, el escultor Victorio Macho, los escritores Pedro de Répide, Andrés y otros «contertulios profesionales» como Edmundo González Blanco, José Francés, Pedro Mata Domínguez, Daniel Fortea y Diego San José de la Torre.
Fue en este café donde tras anunciar la muerte de Rubén Darío en 1916, Valle-Inclán se puso en pie y en medio de un reverente silencio recitó el Responso a Verlaine en su memoria. Debido a sus diferencias con Benavente, Valle-Inclán acabó abandonando la tertulia. Hacia 1926 se produjo una anécdota en la que, tras alabar don Jacinto un libro de Valle-Inclán, uno de los tertulianos observó: “Pues, le advierto que don Ramón afirma que usted es un mal escritor”, a lo que Benavente contestó: “Puede que él y yo estemos equivocados”.